# Jean Claessens
Jean Claessens (18 de juny de 1908 - 1978) fou un futbolista belga.

## Selecció de Bèlgica
Va formar part de l'equip belga a la Copa del Món de 1934.